# 바오안어
보난어(Bonan) 또는 바오안어(중국어: 保安语)는 중국 간쑤성과 칭하이성에 분포하는 소수민족인 바오안족의 몽골어족 계통 언어이다.
1985년 기준 화자 수는 약 8천 명이었는데, 화자는 바오안족의 75%에 더하여 인접한 상당수의 투족도 포함한다. 방언에 따라 정도는 다르지만 모두 중국어와 티베트어에서 강한 영향을 받았다. 중국어, 티베트어의 혼성어에 바오안어 요소가 더해진 우툰어(Wutun, 五屯话)라는 크레올어도 존재하는데, 화자들은 대부분 중국 정부에 의해 투족으로 분류된다.
기본적으로 SOV 어순의 언어이며, 5개의 격조사가 붙는 교착어이다. 문장에서 코퓰러(계사)를 두 번이나 지칭하는 특징이 있는데, 중국어 계사인 "是"(shi)가 (중국어 어순에서처럼) 주어와 보어 사이에 들어가고 문장 마지막에 상황에 따라 다양한 몽골어 계사가 붙는 식이다.

## 같이 보기
- 바오안족